# 91890 Kiriko Matsuri
91890 Kiriko Matsuri este un asteroid din centura principală de asteroizi.

## Descriere
91890 Kiriko Matsuri este un asteroid din centura principală de asteroizi. A fost descoperit pe 4 noiembrie 1999 la Yanagida de Akira Tsuchikawa. Asteroidul prezintă o orbită caracterizată de o semiaxă mare de 3,00 ua, o excentricitate de 0,12 și o înclinație de 11,7° în raport cu ecliptica.